# San-Giuliano
San-Giuliano (korsisch San Ghjulianu; italienisch San Giuliano) ist eine französische Gemeinde im Département Haute-Corse in Korsika mit 787 Einwohnern (Stand 1. Januar 2022).

## Geografie
San-Giuliano ist die östlichste Gemeinde des Départements Haute-Corse. Sie besteht aus zahlreichen verstreuten Dörfern, Weilern und Gehöften von der Mittelmeerküste bis ins bergige Hinterland. Ihr Ortskern liegt drei Kilometer von Cervione, 19 Kilometer von Moïta und 34 km von Piedicroce nahe der Mündung des Alesani ins Mittelmeer. Zur Gemeinde gehört die Ortschaft Alistro, deren Leuchtturm den östlichsten Punkt Korsikas markiert.

## Bevölkerungsentwicklung
| Einwohner                  | 252 | 461 | 500 | 542 | 593 | 608 | 606 | 726 |
| Quellen: Cassini und INSEE |     |     |     |     |     |     |     |     |

## Wirtschaft
In San-Giuliano befindet sich seit 1965 der korsische Regionalstandort der französischen Nationalen Forschungsorganisation für Agronomie, die der Erforschung des Anbaus von Zitruspflanzen und exotischen Früchten gewidmet ist.

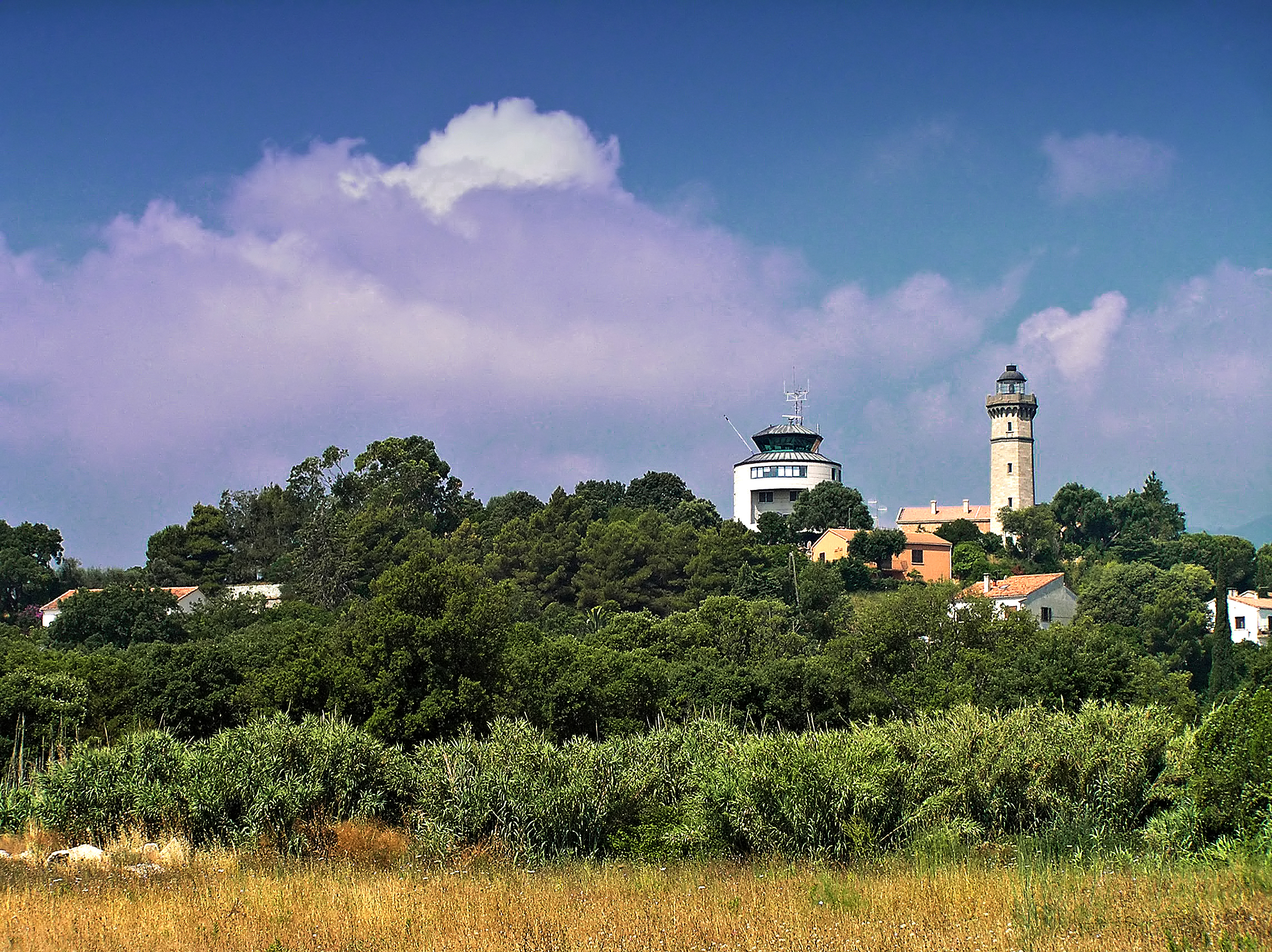
Leuchtturm im Ortsteil Alistro

Aghione |
Aiti |
Alando |
Albertacce |
Aléria |
Altiani |
Alzi |
Ampriani |
Antisanti |
Asco |
Bigorno |
Bisinchi |
Bustanico |
Calacuccia |
Cambia |
Campana |
Campi |
Campile |
Campitello |
Canale-di-Verde |
Canavaggia |
Carcheto-Brustico |
Carpineto |
Carticasi |
Casabianca |
Casalta |
Casamaccioli |
Casanova |
Casevecchie |
Castellare-di-Casinca |
Castellare-di-Mercurio |
Castello-di-Rostino |
Castifao |
Castiglione |
Castineta |
Castirla |
Cervione |
Chiatra |
Chisa |
Corscia |
Corte |
Croce |
Crocicchia |
Erbajolo |
Érone |
Favalello |
Felce |
Ficaja |
Focicchia |
Gavignano |
Ghisonaccia |
Ghisoni |
Giocatojo |
Giuncaggio |
Isolaccio-di-Fiumorbo |
La Porta |
Lano |
Lento |
Linguizzetta |
Loreto-di-Casinca |
Lozzi |
Lugo-di-Nazza |
Matra |
Mazzola |
Moïta |
Moltifao |
Monacia-d’Orezza |
Monte |
Morosaglia |
Muracciole |
Nocario |
Noceta |
Novale |
Olmo |
Omessa |
Ortale |
Ortiporio |
Pancheraccia |
Parata |
Penta-Acquatella |
Penta-di-Casinca |
Perelli |
Pero-Casevecchie |
Pianello |
Piano |
Piazzali |
Piazzole |
Piedicorte-di-Gaggio |
Piedicroce |
Piedigriggio |
Piedipartino |
Pie-d’Orezza |
Pietra-di-Verde |
Pietraserena |
Pietricaggio |
Pietroso |
Piobetta |
Poggio-di-Nazza |
Poggio-di-Venaco |
Poggio-Marinaccio |
Poggio-Mezzana |
Polveroso |
Popolasca |
Porri |
Prato-di-Giovellina |
Prunelli-di-Casacconi |
Prunelli-di-Fiumorbo |
Pruno |
Quercitello |
Rapaggio |
Riventosa |
Rospigliani |
Rusio |
Saliceto |
San-Damiano |
San-Gavino-d’Ampugnani |
San-Gavino-di-Fiumorbo |
San-Giovanni-di-Moriani |
San-Giuliano |
San-Lorenzo |
San-Nicolao |
Santa-Lucia-di-Mercurio |
Santa-Lucia-di-Moriani |
Santa-Maria-Poggio |
Sant’Andréa-di-Bozio |
Sant’Andréa-di-Cotone |
Santa-Reparata-di-Moriani |
Santo-Pietro-di-Venaco |
Scata |
Scolca |
Sermano |
Serra-di-Fiumorbo |
Silvareccio |
Solaro |
Sorbo-Ocagnano |
Soveria |
Stazzona |
Taglio-Isolaccio |
Talasani |
Tallone |
Tarrano |
Tox |
Tralonca |
Valle-d’Alesani |
Valle-di-Campoloro |
Valle-di-Rostino |
Valle-d’Orezza |
Velone-Orneto |
Venaco |
Ventiseri |
Venzolasca |
Verdèse |
Vescovato |
Vezzani |
Vivario |
Volpajola |
Zalana |
Zuani